# Donato (futebolista)

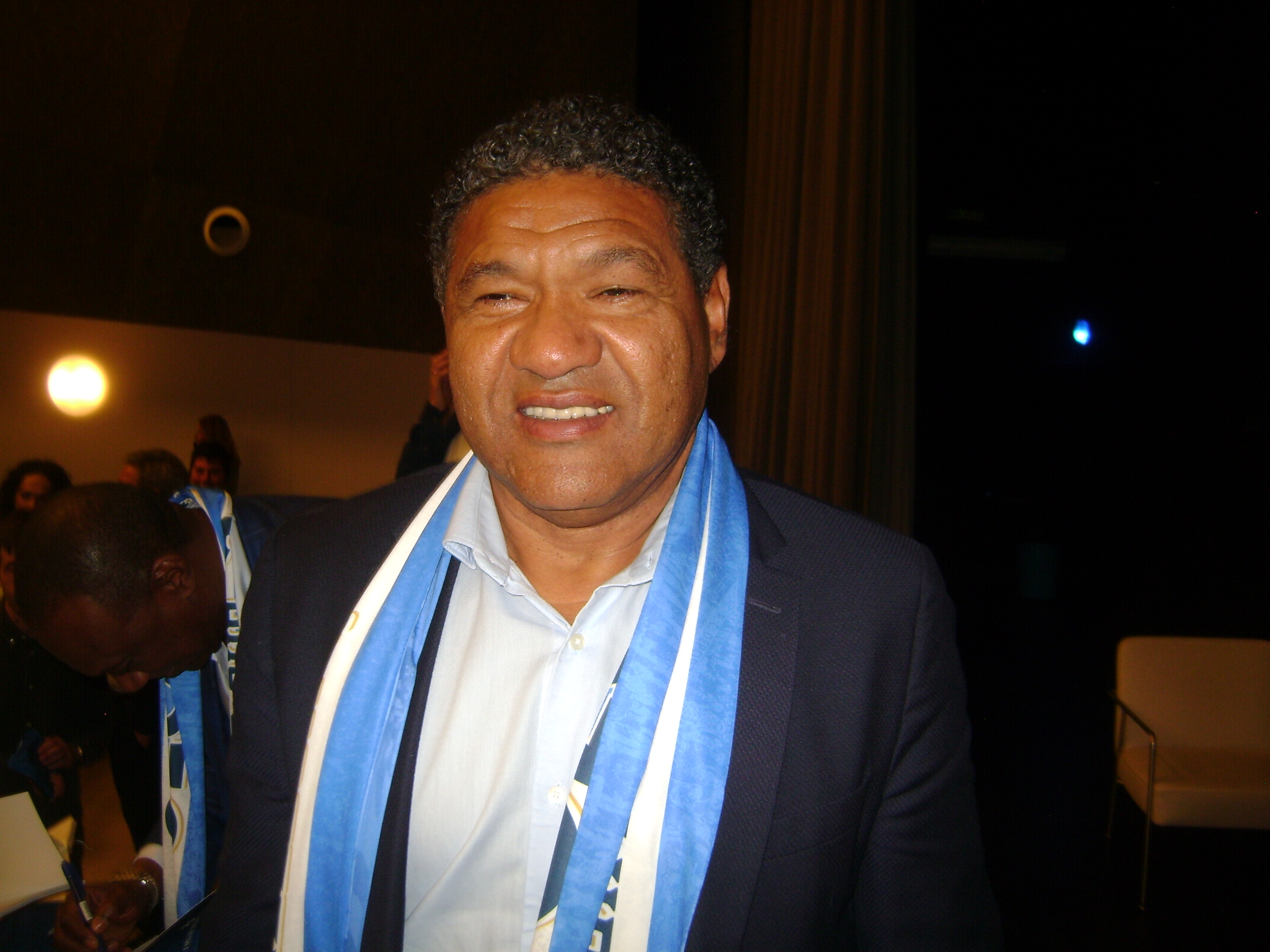
Donato.

Donato Gama da Silva (Rio de Janeiro, 30 de dezembro de 1962) é um ex-futebolista brasileiro naturalizado espanhol que atuava como zagueiro ou volante.
É oriundo do bairro carioca de Guadalupe, assim como o ex-lateral Jorginho (America-RJ, Flamengo, Vasco, Bayer Leverkusen e Seleção Brasileira), o ex-goleiro Benício (Madureira), o já falecido ex-zagueiro Geraldo (América, Vasco e Seleção Brasileira), e tantos outros.

## Carreira

### Início
Começou no America Football Club em 1982, e sua carreira estendeu-se por 21 anos.

### Vasco da Gama e Atlético de Madrid
Transferiu-se em 1984 para o Vasco da Gama, de onde saiu em 1988 após conquistar seu segundo Campeonato Carioca pela equipe. No segundo semestre de 1988 foi contratado pelo Atlético de Madrid, da Espanha, onde ficaria cinco anos.

### Deportivo La Coruña
Em 1993, formaria no Deportivo La Coruña uma espinha-dorsal brasileira de qualidade com Bebeto e Mauro Silva, levando a equipe ao vice da La Liga (Campeonato Espanhol) de 1993–94. O título viria finalmente na temporada 1999–00, com Donato marcando o primeiro gol na vitória por 2 a 0 sobre o Espanyol, que deu ao Deportivo sua primeira e até hoje única conquista na Primeira Divisão Espanhola.
Em dezembro de 2002, aos 40 anos, quebrou um recorde que já durava 43 anos, o de jogador mais velho a marcar um gol na Liga. Na época ele já era conhecido na equipe como El Abuelo ("o avô"). Aposentou-se em 2003 como um dos maiores ídolos da história do clube.

## Seleção Nacional
Donato, que se naturalizou espanhol, atuou em 12 partidas pela Seleção Espanhola entre 1994 e 1996, tendo disputado a Eurocopa de 1996.

## Títulos
Vasco da Gama
- Taça Rio: 1984 e 1988
- Taça Guanabara: 1986 e 1987
- Campeonato Carioca: 1987 e 1988
- Troféu Ramón de Carranza: 1987 e 1988
- Copa Ouro (EUA): 1987
- Copa TAP: 1987
- Taça Cidade Juiz de Fora: 1986 e 1987
- Taça Jerônimo Bastos: 1988

Seleção Carioca
- Campeonato Brasileiro de Seleções Estaduais: 1987

Atlético de Madrid
- Copa do Rei: 1991 e 1992

Deportivo La Coruña
- Copa do Rei: 1994–95 e 2001–02
- Supercopa da Espanha: 1995, 2000 e 2002
- La Liga: 1999–00